# Jan Legowicz

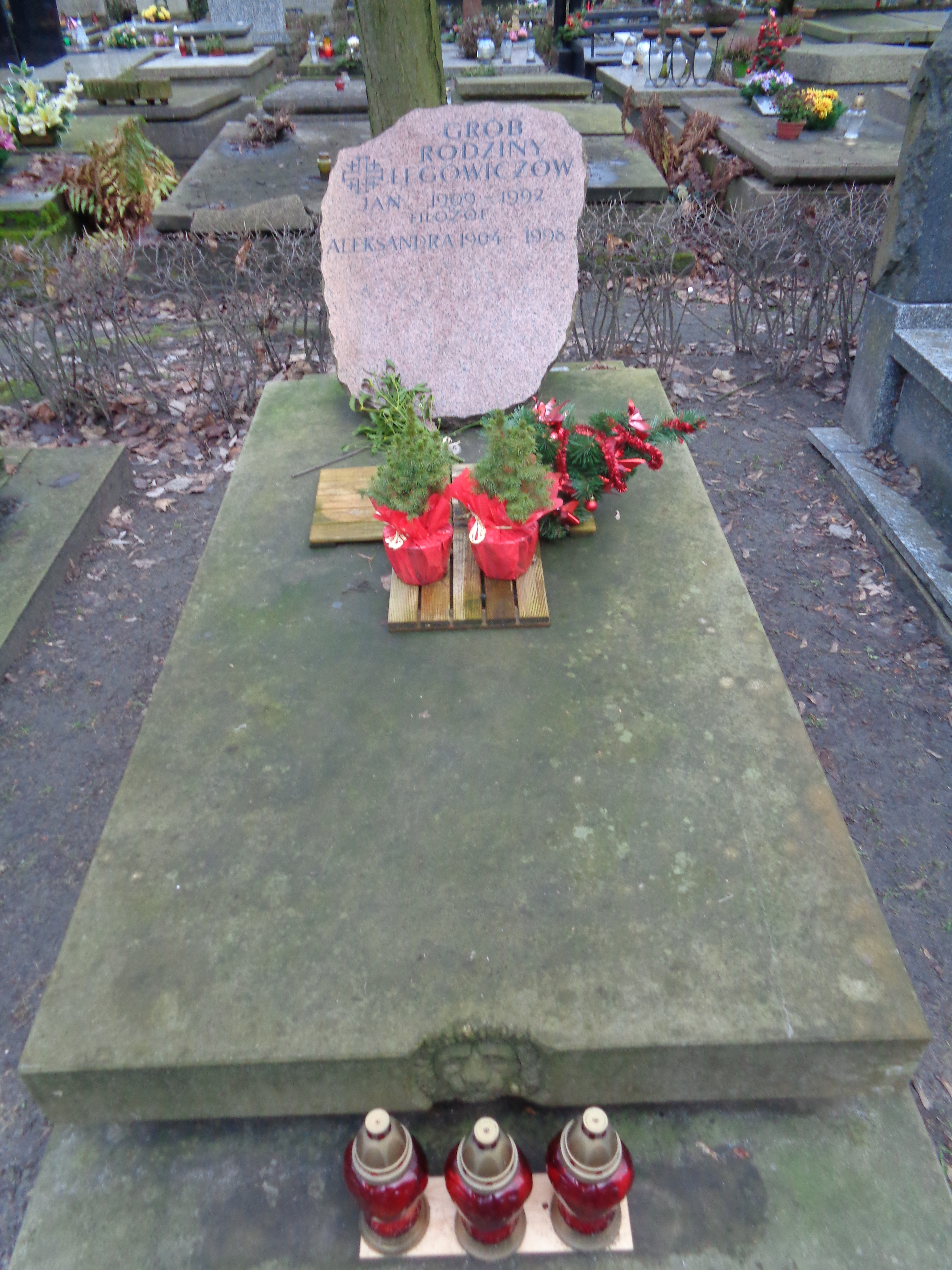
Grób Jana Legowicza na cmentarzu wojskowym na Powązkach

Jan Wawrzyniec Legowicz (ur. 9 sierpnia 1909 w Mościskach, zm. 27 października 1992 w Warszawie) – polski filozof i historyk filozofii zajmujący się przede wszystkim filozofią średniowieczną, a także starożytną.
Ojciec dziennikarza Wiktora Legowicza.

## Życiorys
Dzieciństwo spędził we Lwowie, gdzie ukończył IV Liceum Klasyczne imienia Jana Długosza. 
W 1930  wstąpił do zakonu bernardynów. Śluby wieczyste złożył cztery lata później, a święcenia kapłańskie przyjął w 1936 r. Studiował filozofię i pedagogikę w Uniwersytecie Katolickim we Fryburgu Szwajcarskim. Prócz filozofii i pedagogiki zajmował się paleografią, numizmatyką i archeologią, a także doskonalił znajomość języków klasycznych – łaciny, greki i hebrajskiego. Studia ukończył w 1937 roku, zdobywając tytuł doktora nauk humanistycznych w zakresie pedagogiki i filozofii. Światową sławę przyniosło mu wydanie jego pracy doktorskiej Essai sur la philosophie sociale du Docteur Séraphique (1937), traktującej o poglądach społecznych św. Bonawentury. 
Po ukończeniu studiów, mimo możliwości kontynuowania pracy naukowej w Szwajcarii, powrócił do ojczyzny, do klasztoru we Lwowie. Okres II wojny światowej spędził w klasztorze w Alwerni koło Chrzanowa. Uczestniczył wtedy czynnie w działalności ruchu oporu – działalność ta polegała na uczestnictwie w tajnym nauczaniu, pomocy więźniom Oświęcimia w ucieczce za granicę, organizacji wysyłki paczek i lekarstw dla więźniów obozów. Doświadczenia wojenne sprawiły, że zwątpił w swoje powołanie kapłańskie. W 1945 roku zwrócił się do papieża Piusa XII o zwolnienie ze ślubów zakonnych i obowiązków wynikających ze święceń kapłańskich – papież uwzględnił tę prośbę udzielając mu dyspensy 17 lutego 1947.
Po wojnie podjął pracę w Wydziale Kultury starostwa chrzanowskiego, w 1945 roku został także dyrektorem i nauczycielem w chrzanowskim Liceum Pedagogicznym. Zajmował się wtedy poszukiwaniem i ratowaniem zabytków. Wkrótce przeniósł się jednak do Tomaszowa Mazowieckiego, gdzie pracował w Liceum Pedagogicznym (w latach 1946–1948 na stanowisku dyrektora tegoż Liceum). W latach 1945–1948 był członkiem Polskiej Partii Robotniczej, od 1948 należał do Polskiej Zjednoczonej Partii Robotniczej.
Od 1948 dojeżdżał z Tomaszowa do Łodzi, gdzie podjął wykłady najpierw w studium dla pracowników oświaty, następnie w Uniwersytecie Łódzkim jako profesor historii filozofii. W roku 1953 przeniósł się do Warszawy i został profesorem Uniwersytetu Warszawskiego, z którym pozostał związany do końca życia. Prócz zajęć naukowych i dydaktycznych prof. Legowicz pełnił wiele funkcji administracyjnych: był dziekanem Wydziału Filozofii UW, dyrektorem Instytutu Filozofii UW, kierownikiem katedry (a następnie zakładu) Historii Filozofii Starożytnej i Średniowiecznej IF UW. Od 1956 roku brał także udział w organizacji Zakładu Historii Filozofii Starożytnej i Średniowiecznej PAN, którym kierował do 1968 roku, zrezygnował jednak z tej funkcji, gdyż czuł się silniej związany z Uniwersytetem Warszawskim, wykładał także na Wojskowej Akademii Politycznej. W PAN zapoczątkował badania nad średniowiecznymi manuskryptami filozoficznymi, zwłaszcza polskimi. W 1979 roku przeszedł na emeryturę, nadal jednak brał czynny udział w życiu naukowym i prowadził zajęcia dydaktyczne.
Był członkiem założycielem i wiceprzewodniczącym Société internationale pour l'étude de la philosophie médiévale, organizując z ramienia tego towarzystwa międzynarodowe kongresy filozoficzne. Prowadził także ożywioną działalność edytorską. Od 1968 był przewodniczącym Komitetu Redakcyjnego serii wydawniczej „Biblioteka Klasyków Filozofii” (BKF), zastępując na tym stanowisku Tadeusza Kotarbińskiego. To z jego inicjatywy w ramach BKF powstał wielotomowy przekład dzieł wszystkich Arystotelesa. Razem ze Stefanem Swieżawskim redagował rocznik „Studia Mediewistyczne”. Redagował także czasopisma naukowe „Przegląd Humanistyczny”, „Studia Filozoficzne” i „Życie Szkoły Wyższej”.
Jan Legowicz był znanym na całym świecie historykiem filozofii, który odegrał wielką rolę w rozwoju tej dyscypliny naukowej w Polsce i którego podręczniki (m.in. Historia filozofii starożytnej Grecji i Rzymu, Historia filozofii średniowiecznej Europy zachodniej) wychowały pokolenia filozofów. Cała jego spuścizna obejmuje 10 publikacji książkowych i dużą liczbę artykułów. Pochowany w Alei Zasłużonych na cmentarzu Powązki Wojskowe w Warszawie (kwatera C31-tuje-11).

## Odznaczenia i nagrody
21 lipca 1977 roku odznaczony Orderem Sztandaru Pracy I klasy. Ponadto był odznaczony Krzyżem Oficerskim Orderu Odrodzenia Polski, Medalem Komisji Edukacji Narodowej i Odznaką „Zasłużony Nauczyciel PRL”. W 1985 otrzymał Nagrodę im. Ludwika Waryńskiego za książkę "Życie dla życia" (Książka i Wiedza).